# Willem Hespe
Willem Hespe   (la Haia, 25 de desembre de 1875 - Amsterdam, 13 de gener de 1964) fou un director de coral neerlandès.
Era fill del modist Jan Daniel Hespe i Maria Alida Christina Josephina Gerz. Hespe estava casat amb la pianista i professora de piano Cato du Mée (Maria Magdalena Alida Du Mee, 1876-1957). Van tenir una filla Rie (Boender-) Hespe (Maria Magdalena Alida Hespe, 1902-), que sovint actuava com a piano acompanyant del cor Zanglust. Willem Hespe va ser enterrat a Zorgvlied.
Va rebre la seva formació musical de diversos professors particulars, però principalment va ser autodidacta. Al principi no semblava que acabés a la música; va ser principalment escultor. Hespe va ser director, entre d'altres, del cor Zanglust d'Amsterdam i De vereenigde Zangers d'Alkmaar. Va ensenyar a l'Associació per a la millora de den Volkszang. La cantant Anny Delorie també havia cantat amb aquest cor i el febrer de 1961 va actuar amb motiu del 85è aniversari d'Hespe.
A més d'aquest cor infantil, Willem Hespe també havia fundat l'any 1924 un cor de nens que va actuar per a l'"Hilversumsche Draadlooze Omroep" (HDO), més tard AVRO. També va col·laborar amb els seus cors en, per exemple, les actuacions de Passió segons sant Mateu.
També va escriure algunes cançons com La tempesta i l'alzina, Una cançó espiritual i La campana de l'església.